# Fredrik Hallström
Fredrik Hallström (7 de mayo de 1966) es un deportista sueco que compitió en curling.
Ganó una medalla de plata en el Campeonato Mundial de Curling Mixto Doble de 2013 y una medalla de bronce en el Campeonato Europeo de Curling Masculino de 2006.

## Palmarés internacional
| Campeonato Mundial Mixto Doble | Campeonato Mundial Mixto Doble | Campeonato Mundial Mixto Doble | Campeonato Mundial Mixto Doble |
| Año                            | Lugar                          | Medalla                        | Prueba                         |
| ------------------------------ | ------------------------------ | ------------------------------ | ------------------------------ |
| 2013                           | Fredericton (Canadá)           | Medalla de plata               | Mixto doble                    |
| Campeonato Europeo             |                                |                                |                                |
| Año                            | Lugar                          | Medalla                        | Prueba                         |
| 2006                           | Basilea (Suiza)                | Medalla de bronce              | Equipo                         |